# Shadong (socken i Kina, Tibet)
Shadong (kinesiska: 沙东, 沙东乡) är en socken i Kina. Den ligger i den autonoma regionen Tibet, i den sydvästra delen av landet, omkring 750 kilometer öster om regionhuvudstaden Lhasa. Antalet invånare är 2011. Befolkningen består av 968 kvinnor och 1 043 män. Barn under 15 år utgör 28,0 %, vuxna 15-64 år 62 %, och äldre över 65 år 8,0 %.
Genomsnittlig årsnederbörd är 762 millimeter. Den regnigaste månaden är juli, med i genomsnitt 185 mm nederbörd, och den torraste är december, med 1 mm nederbörd.